# Sant Ors
Saint-Ours és un municipi francès situat al departament del Puèi Domat i a la regió d'Alvèrnia-Roine-Alps. L'any 2007 tenia 1.540 habitants.

## Demografia

### Població
El 2007 la població de fet de Saint-Ours era de 1.540 persones. Hi havia 606 famílies de les quals 154 eren unipersonals (79 homes vivint sols i 75 dones vivint soles), 182 parelles sense fills, 230 parelles amb fills i 40 famílies monoparentals amb fills.
La població ha evolucionat segons el següent gràfic:
Habitants censats

### Habitatges
El 2007 hi havia 821 habitatges, 606 eren l'habitatge principal de la família, 107 eren segones residències i 108 estaven desocupats. 761 eren cases i 54 eren apartaments. Dels 606 habitatges principals, 491 estaven ocupats pels seus propietaris, 98 estaven llogats i ocupats pels llogaters i 17 estaven cedits a títol gratuït; 4 tenien una cambra, 25 en tenien dues, 88 en tenien tres, 197 en tenien quatre i 292 en tenien cinc o més. 468 habitatges disposaven pel capbaix d'una plaça de pàrquing. A 241 habitatges hi havia un automòbil i a 326 n'hi havia dos o més.

### Piràmide de població
La piràmide de població per edats i sexe el 2009 era:
| Homes | Edats   | Dones |
| ----- | ------- | ----- |
| 0     | 95 o +  | 0     |
| 0     | 90 a 94 | 8     |
| 0     | 85 a 89 | 24    |
| 8     | 80 a 84 | 8     |
| 8     | 75 a 79 | 24    |
| 28    | 70 a 74 | 24    |
| 52    | 65 a 69 | 32    |
| 32    | 60 a 64 | 28    |
| 44    | 55 a 59 | 32    |
| 52    | 50 a 54 | 48    |
| 36    | 45 a 49 | 52    |
| 68    | 40 a 44 | 48    |
| 40    | 35 a 39 | 60    |
| 80    | 30 a 34 | 68    |
| 36    | 25 a 29 | 20    |
| 48    | 20 a 24 | 20    |
| 52    | 15 a 19 | 20    |
| 44    | 10 a 14 | 52    |
| 56    | 5 a 9   | 52    |
| 36    | 0 a 4   | 28    |

## Economia
El 2007 la població en edat de treballar era de 994 persones, 751 eren actives i 243 eren inactives. De les 751 persones actives 714 estaven ocupades (393 homes i 321 dones) i 38 estaven aturades (18 homes i 20 dones). De les 243 persones inactives 98 estaven jubilades, 56 estaven estudiant i 89 estaven classificades com a «altres inactius».

### Ingressos
El 2009 a Saint-Ours hi havia 621 unitats fiscals que integraven 1.518 persones, la mediana anual d'ingressos fiscals per persona era de 17.321 €.

### Activitats econòmiques
Dels 55 establiments que hi havia el 2007, 5 eren d'empreses extractives, 1 d'una empresa alimentària, 1 d'una empresa de fabricació d'elements pel transport, 3 d'empreses de fabricació d'altres productes industrials, 7 d'empreses de construcció, 7 d'empreses de comerç i reparació d'automòbils, 3 d'empreses de transport, 8 d'empreses d'hostatgeria i restauració, 1 d'una empresa financera, 1 d'una empresa immobiliària, 8 d'empreses de serveis, 7 d'entitats de l'administració pública i 3 d'empreses classificades com a «altres activitats de serveis».
Dels 16 establiments de servei als particulars que hi havia el 2009, 1 era una oficina de correu, 2 tallers de reparació d'automòbils i de material agrícola, 1 taller d'inspecció tècnica de vehicles, 1 autoescola, 1 paleta, 2 fusteries, 1 lampisteria, 2 electricistes, 1 perruqueria i 4 restaurants.
Dels 4 establiments comercials que hi havia el 2009, 1 era una botiga de menys de 120 m², 1 una fleca, 1 una carnisseria i 1 una llibreria.
L'any 2000 a Saint-Ours hi havia 57 explotacions agrícoles que ocupaven un total de 1.326 hectàrees.

## Equipaments sanitaris i escolars
El 2009 hi havia una escola elemental.

## Poblacions més properes
El següent diagrama mostra les poblacions més properes.